# Чемпионат мира по лёгкой атлетике 1997 — бег на 100 метров с барьерами
Соревнования в беге на 100 метров с барьерами у женщин на чемпионате мира по лёгкой атлетике 1997 года прошли 10 августа.

## Призёры
| Золото                   | Серебро                     | Бронза                 |
| Людмила Энквист · Швеция | Светла Димитрова · Болгария | Мишель Фримэн · Ямайка |

## Финал
| Место | Дорожка | Имя              | Гражданство | Время | Примечания |
| ----- | ------- | ---------------- | ----------- | ----- | ---------- |
|       | 5       | Людмила Энквист  | Швеция      | 12.50 | SB         |
|       | 3       | Светла Димитрова | Болгария    | 12.58 |            |
|       | 4       | Мишель Фримэн    | Ямайка      | 12.61 |            |
| 4     | 2       | Бригита Буковец  | Словения    | 12.69 | SB         |
| 5     | 1       | Дионна Розе      | Ямайка      | 12.87 |            |
| 6     | 8       | Кетура Андерсон  | Канада      | 12.88 |            |
| 7     | 7       | Светлана Лаухова | Россия      | 12.98 |            |
| 8 !   | 6       | Патрисия Джирард | Франция     | DQ    |            |

SB — лучший результат в сезоне, DQ — дисквалифицирована.